# Raúl Brisebarre
Raúl Brisebarre (en francés: Raoul, fallecido después de 1265) fue señor de Blanchegarde en el Reino de Jerusalén.

## Biografía
Era hijo de Gilles Brisebarre, señor de Blanchegarde y su esposa Inés de Lairon. Sucedió a su padre después de su muerte como señor de Blanchegarde.
El 3 de marzo de 1265 vendió su señorío, en presencia de la Alta Corte de Jerusalén, a Amalarico Barlais, hijo del exregente de Chipre, también llamado Amalarico. El señorío sería conquistado poco después por los mamelucos.

## Matrimonio y descendencia
Se casó con Isabel de Haifa. Con ella tuvo ocho hijos:
- Gualterio, se con Inés, hija de Gilles el Alemán y su esposa Alix;
- Tomás, se casó con Inés, hija de Juan Flory, mariscal de Tiberíades;
- Juan;
- Nicolás;
- Estefanía;
- Inés, se casó con Tomás el Alemán, hijo menor de Juan el Alemán y su esposa Margarita Brisebarre, señora de Cesarea;
- María, se casó con Balián de Laneele;
- Alix, se casó con Berthelot de Garnier (de Pisa).